# Swaledale cheese
Pour les articles homonymes, voir Swaledale (homonymie).
Le swaledale, ou Swaledale cheese en anglais, est un fromage anglais produit avec du lait entier cru dans le Yorkshire du Nord à Richmond (Swaledale). Ce fromage est produit avec du lait de vache, du lait de brebis swaledale et du lait de chèvre.

## Description
Ce fromage est produit en meules d'environ 2,25 kilogrammes et est fait avec du lait cru. Les brebis et les vaches dont est tiré le lait doivent toutes selon la charte de qualité paître sur les terres du Swaledale.

## Production
Le Swaledale est produit manuellement à partir d'une recette connue de quelques personnes. Le lait provient des fermes de Swaledale et est, dans la première étape de production du fromage, chauffé à 28 °C avec des bactéries. Après deux heures, la pressure est ajoutée. Le mélange est ensuite laissé à cailler pendant une heure, après quoi le caillé obtenu est chauffé à 28 °C, coupé en morceaux et mélangé. Il est ensuite découpé de nouveau, égoutté et les cubes sont empilés puis brisés et mis dans des moules bordés de mousseline. Les moules sont ensuite légèrement tassés au cours du stockage à 28 °C pendant 18 heures. Les moules sont retournés une fois après quatre heures. À la fin du pressage, le fromage est retiré des moules et trempé dans une solution à 85 % de saumure pendant 24 heures.
Le Swaledale est ensuite stocké dans des caves humides. Pendant sa maturation, s'il n'est pas recouvert par de la cire naturelle, une mousse verte-bleue se développe sur la croûte. La maturation dure de trois à quatre semaines.

## Histoire
Les légendes du Yorkshire Dales, région englobant Swaledale, lient l'origine de ce fromage aux moines cisterciens normands qui résidaient dans cette région au XIe siècle. Ils transmirent leur technique de production aux fermiers locaux qui poursuivirent la fabrique de ce fromage après la dissolution des monastères. Au XVIIIe siècle, les fermes de Swaledale vendent le fromage frais et blanc, ou bleu si la maturation a été suffisamment longue. La haute teneur en moisissure du fromage lui permet d'obtenir une couleur bleue si la maturation a lieu dans un endroit humide. La production du fromage Swaledale a commencé à décliner au début du XXe siècle et, en 1980, seule une ferme de Reeth le produisait encore. La production reprend en février 1987 lorsque Mme Longstaff donne la recette du fromage Swaledale à David et Mandy Reeds qui créent la Swaledale Cheese company,. En 1995, le Swaledale et le Swaledale de brebis obtiennent une Indication géographique protégée.

## Récompenses
Le Swaledale a reçu plusieurs récompenses dont trois médailles d'or en 2008 au Great Taste Awards et trois médailles d'or et deux de bronze en 2008 aux World Cheese Awards,.